# Facultad de Arquitectura y Urbanismo de la Universidad de Chile
La Facultad de Arquitectura y Urbanismo (FAU) es una de las 16 facultades de la Universidad de Chile y una de las más importantes escuelas de arquitectura en Chile. Nacida originalmente bajo el alero de la Facultad de Ciencias Físicas y Matemáticas, se separó de esta como organismo autónomo el 16 de enero de 1944, mudándose en el año 1957 al Campus Los Cerrillos donde más tarde recibiría a la Carrera de Diseño proveniente de la Escuela de Artes Aplicadas.
Sufrió el cierre de menciones y luego de la carrera de Diseño tras al Golpe de Estado, momento en que también volvió a mudarse hasta su actual localización (Campus Andrés Bello) donde más tarde recibiría a la Carrera de Geografía en 1985 y finalmente a la carrera de Diseño, que volvía luego de 15 años de ausencia (1996).
En la actualidad cuenta con dos escuelas: Pregrado, constituido por las carreras de Arquitectura, Diseño y Geografía, y posgrado (diplomados, magister y doctorados). Cuatro departamentos (Urbanismo, Arquitectura, Diseño y Geografía), dos institutos (Instituto de la Vivienda de la Universidad de Chile (INVI) e Instituto de Historia y Patrimonio) además de un Centro de Proyectos Externos.

## Historia
En 1848 siendo rector de la Universidad de Chile Don Andrés Bello, se impulsa la idea de fundar una Escuela práctica de Arquitectura Civil que pudiera satisfacer la necesidad de obras públicas del país, la que se materializó con el Decreto del 17 de noviembre de 1849, bajo la dirección del arquitecto francés Claude Francois Brunet de Baines, quien fijó los principios de lo que debería ser una Escuela de Arquitectura.
En sus inicios contó con 6 alumnos, entre los que se destacó Fermín Vivaceta, el que a pesar de no titularse trabajó exitosamente con Claude François Brunet De Baines hasta su muerte en 1855. Esto provocó que la escuela quedara casi inactiva por dos años, hasta que Brunet De Baines fue reemplazado en forma interina por José Zegers, pero debido a la falta de alumnos, la clase dejó de funcionar en 1857. De los seis primeros alumnos que ingresaron, ninguno se tituló. Con la llegada del también arquitecto francés, Lucien Ambroise Henault, se pudo reanudar las actividades con relativo éxito y bajo su tutela se recibirán los primeros dos arquitectos del país: Don Ricardo Brown en septiembre de 1862 y Eleázaro Navarrete en octubre de 1863 (quien falleció antes de poder ejercer), convirtiéndose en los primeros alumnos en titularse de “Arquitecto General de la República” en Chile.

### Escuela de Arquitectura
Desde el año 1900, la "Escuela de Arquitectura" de la Universidad de Chile se ubicó en la Facultad de Ciencias Físicas y Matemáticas.
En 1928, el Arqto. Alberto Schade Pohlenz, crea en la "Escuela de Arquitectura" de la Universidad de Chile, el primer Curso de Urbanismo, formulando un programa inspirado en sus conocimientos de Urbanística, y, en parte en los planteamientos del urbanista vienés Camillo Sitte.
En 1930 el Urbanista austríaco Dr. Karl Brunner, creó en la Escuela de Arquitectura, el primer Seminario en Urbanismo para postitulados en América Latina, preparando a la primera generación de profesionales Urbanistas de Chile.
Siendo Director de Escuela el Arqto. Juan Martínez Gutiérrez, y acogiendo los aires de la Modernidad, se produjo la reforma de la enseñanza de la Arquitectura, en 1933.

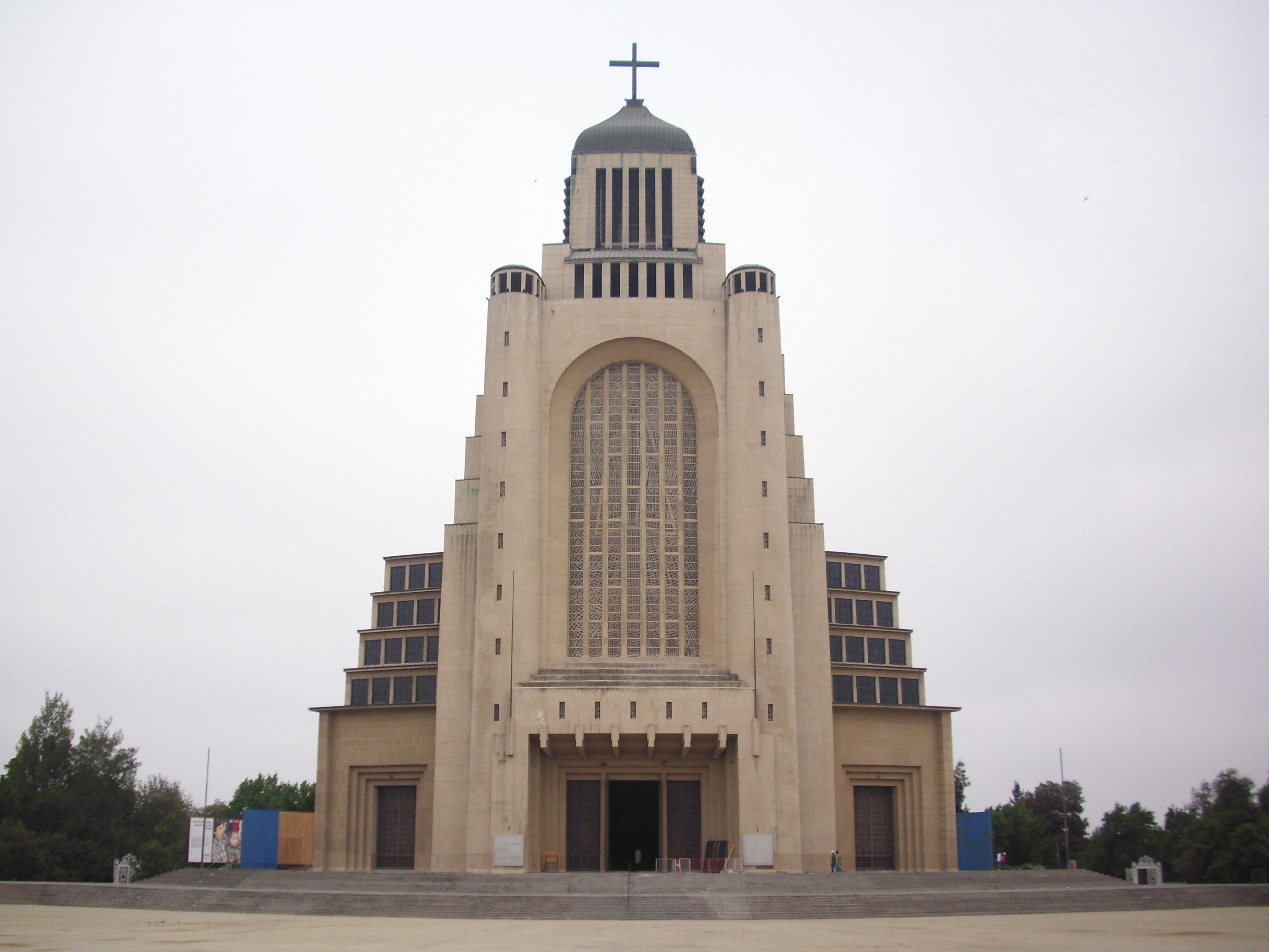
Juan Martínez Gutiérrez ganó el concurso del diseño del Templo Votivo de Maipú

El Curso de Schade fue ampliado entonces, con la creación de un "Taller de Urbanismo", que, junto con la creación de una "Cátedra de Economía", dieron cuenta de la preocupación de la Escuela de Arquitectura por los problemas sociales y, especialmente, de vivienda y equipamientos en la época.
En 1934, en el marco del Primer Congreso Chileno de Arquitectura y Urbanismo se propuso la creación de la "Facultad de Arquitectura y Urbanismo", además de la creación de una "Academia de Post Graduados", e incluso, una "Escuela de Urbanismo" en la nueva Facultad en proyecto. El país sufría las consecuencias de la falta de funcionarios públicos, directores de obras municipales y especialistas de libre ejercicio, y Chile contaba con el grupo más preparado de Urbanistas de América Latina, los que podrían formar el personal docente necesario, atrayendo también estudiantes de los países vecinos.
Por otra parte se propició la creación de otras instituciones nacionales, como el "Colegio de Arquitectura y Urbanismo"; la organización del "Servicio de Planificación" y de la "Dirección General de Urbanismo".
En 1938, en el Primer Congreso Chileno de Urbanismo, se declaró que la acción reguladora del Urbanismo en el territorio nacional debía aplicar los planes que le dictara una política superior, coordinándose y organizándose las actividades que constituyen la vida colectiva cuyo desarrollo se realizaba entonces en forma desconectada y aún contrapuesta. Se reiteraba en la ocasión, que la concepción y realización de las obras urbanísticas debían estar en manos de profesionales especializados.
En enero de 1939 ocurre el Terremoto de Chillán provocando catastróficos daños materiales y numerosas víctimas, por lo cual las máximas autoridades del país encomendaron a la Universidad de Chile la creación de un centro de estudios que abordara el desarrollo de las estructuras antisísmicas. Así, en 1941, se crea el Instituto de Estabilidad Experimental, dependiendo administrativamente de la Escuela de Arquitectura que en ese entonces aun pertenecía a la Facultad de Ingeniería. Finalmente en 1944 se crea la "Facultad de Arquitectura", sin embargo, en su denominación oficial no se incorpora el término "Urbanismo”

### Facultad de Arquitectura
El Decano Arq. Hermógenes del Canto Aguirre, inaugura en 1946, un nuevo plan de enseñanza, que concebía la Arquitectura como el resultado de la integración de tres grandes elementos: el hombre (función) - la naturaleza (ambiente) - el material (estructura). El centro de la actividad estaba en los Talleres Elemental y Central de Arquitectura.
En 1949 y 1952, se crea el "Instituto de Vivienda, Urbanismo y Planeación" (IVUPLAN), paralelamente con los Institutos de Historia de la Arquitectura, y de Edificación Experimental.
IVUPLAN representó en la Universidad de Chile y en la organización universitaria nacional, la primera forma de institucionalización académica designada para el estudio de los fenómenos urbano-regionales en forma integral.
A partir de la labor de IVUPLAN se amplió y profundizó los campos de conocimiento y acción de la Facultad sistematizándose las líneas teórica y técnica, de modo de complementar un proceso docente que, hasta entonces, se había centrado principalmente en la tramitación del oficio y en la experiencia práctica.

#### Nuevo Campus Cerrillos
En 1957, gracias a la donación de 34 hectáreas y dos edificios en construcción por parte del empresario Salomón Sack, la Facultad de Arquitectura de la Universidad de Chile se traslada desde plaza Ercilla a un nuevo Campus ubicado en Los Cerrillos. Luego se integrarían aportes tanto en materiales como en recursos monetarios, que fueron usados para finalizar la infraestructura. Lo que permitió habilitar sus edificios y facultar el transporte para el traslado de los estudiantes. Como homenaje póstumo a Sack, quien se negó a recibir publicidad en vida por sus aportes a la educación pública chilena, las autoridades de la facultad y de la universidad le otorgaron una serie de reconocimientos, entre ellos destaca el Memorial a Salomón Sack, un monumento conmemorativo en forma de estela de piedra.
A fines del 1963, la reestructuración resolvió el conflicto surgido en torno al Plan de Estudios Vigentes, el cual cambiaba la concepción que se tenía del arquitecto integral y las ideas sustentadas por la Reforma de 1945. Por una parte, existía un grupo de profesores, respaldados por el decano Juan Martínez Gutiérrez, quienes defendían dichos postulados, y otro grupo que apoyaba la idea de una formación más flexible. El problema trajo como consecuencia a fines de ese año, la renuncia del Decano y de los académicos que estaban a su favor.
En 1964 se establece el Reglamento del Consejo de Rectores por Decreto Nº10.502 de Educación, estableciendo como presidente y representante legal al Rector de la Universidad de Chile.
En diciembre de 1964 el Consejo Universitario aprueba el Decreto de reorganización, y en marzo de 1965 la Facultad de Arquitectura pasa a llamarse Facultad de Arquitectura y Urbanismo, reconociendo oficialmente los estudios de urbanismo dentro de su curriculum formativo. Con ello, se conforman:
- Escuela de Arquitectura de Santiago y Valparaíso
- Instituto de Edificación Experimental
- Instituto de Estabilidad Experimental
- Instituto de Historia de la Arquitectura
- Instituto de Vivienda, Urbanismo y Planeación.
- Departamento de Edificaciones
- Centros de Investigaciones de Valparaíso.

En 1965 fue nombrado Director del Instituto el arquitecto señor Sergio Rica López quien, sin variar fundamentalmente la línea de proyectos que se desarrollan hasta entonces, introdujo un plan de formación de los investigadores, todos arquitectos, en áreas de las matemáticas y de la ingeniería estructural que hasta entonces había dependido solo de esfuerzos personales

### Reforma del 68
La reforma universitaria de 1968 que desembocó en la Universidad de Chile en una reorganización de su estructura sobre la base de departamentos, definidos como unidades básicas del desarrollo disciplinario y que, agrupados bajo objetivos afines, constituían las nuevas Facultades. Así, el antiguo Instituto de Estabilidad Experimental pasó a denominarse Departamento de Matemáticas y Estructuras Arquitectónicas (DMEA) cuyo objetivo era el desarrollo de la investigación, la docencia y la extensión de las ciencias básicas y aplicadas en torno a la arquitectura, en conjunto con otros Departamentos: de Diseño Arquitectónico y Ambiental (DDAA); de Tecnonogía Arquitectónica y Ambiental (DTAA) y de Planificación Urbano Regionales (Depur), creándose además, una entidad coordinadora de plan de estudios que se denominó Secretaría de Estudios y que reemplazó a la extinguida Escuela de Arquitectura.
A su vez la Reforma Universitaria produjo una división de la Facultad de Bellas Artes en 5 departamentos: Departamento de Bellas Artes, Departamento de Teoría, Departamento de Arte Público y Ornamental, Departamento de Artesanía y Departamento de Diseño. Dando lugar a la primera Escuela de Diseño de la Universidad de Chile nacida por decreto el 26 de agosto de 1970, que se uniría al nuevo Campus Los Cerrillos.
Veía la luz entonces, la nueva Escuela de Diseño que impartía las menciones de: Espacios Interiores y Muebles, Textil, Gráfico Publicitario, Paisajismo, Vestuario e Industrial. Fruto trabajo y anhelo de un grupo de profesores y alumnos de la desaparecida Escuela de Artes Aplicadas, encabezada entonces por el último director de esta Escuela don Ventura Galván, y el primer director de la Escuela de Diseño Don Fernando Caracci.
A fines de 1972 la Universidad de Chile se divide en Sedes y el Departamento de Diseño depende en ese entonces directamente de la sede Occidente de la Facultad de Ciencias Físicas y Matemáticas, pasa a depender de la Facultad de Arquitectura y Urbanismo en 1976.

### Después del Golpe Militar
Los acontecimientos políticos de 1973 provocaron cambios sustanciales e inmediatos en la Facultad y en sus Departamentos, cambio de autoridades, disminución drástica del número de académicos, modificaciones en el Planes de Estudio y reestructuración de algunas unidades que afectaron especialmente al departamento al Departamento de Matemáticas y Estructuras Arquitectónicas. Durante el año 1974 se llevó a cabo la fusión de éste con el Departamento de Tecnología Arquitectónica y Ambiental, pasando a llamarse Departamento de Tecnología y administración de Obras (DTAO), conformado por las líneas de Matemáticas y Estructuras y de Tecnología.
En 1976 siendo Decano Don Gastón Etcheverry Orthous se concreta la adquisición de la propiedad de lo que hasta esa fecha era el Mercado Juan Antonio Ríos y el Liceo N.º 5 de Niñas, y que entre 1893 y 1933 fue el Cuartel del Regimiento de Caballería N.º 2 “Cazadores”. Traspasando el Campus Los Cerrillos a la Escuela de Carabineros de Chile.
Con la llegada al nuevo Campus comienzan cambios en la Facultad con cierre de menciones en la escuela de Diseño (1979) y la minimización de su realidad académica. Finalmente tras la Reforma Universitaria de 1981 impulsada por el General Pinochet, la última mención de diseño (diseño Gráfico Publicitario) que seguía funcionando en la Facultad fue traspasado a la Academia de Estudios Tecnológicos, que luego se llamó Instituto Profesional de Santiago (hoy Universidad Tecnológica Metropolitana).
Otro cambio importante fue la supresión de la estructura sobre la base de Departamentos, reemplazándola por otra sobre la base de Cátedras cuya misión era la investigación y la docencia en torno a determinadas disciplinas y restituyendo la Escuela de Arquitectura como ente coordinador de la docencia.
La Escuela de Posgrado de la Facultad de Arquitectura y Urbanismo es creada en el año 1984, con el fin de organizar y administrar la docencia de nivel superior de sus áreas de competencia
En 1985 se restaura la estructura sobre la base de Departamentos y la Facultad queda conformada por los Departamentos de Diseño Arquitectónico, de Historia y Teoría, de Urbanismo y de Ciencias de la Construcción. Este mismo año la Facultad recibe a la Escuela de Geografía, la cual había pertenecido a la disuelta Facultad de Filosofía y Educación desde 1942.

### Reapertura de Diseño
En 1995 el académico Carlos Rojas Maffioletti presentó al decano Manuel Fernández H un anteproyecto que condujo a la reapertura de la Carrera en 1996 a cargo del Diseñador Gráfico Alejandro Estrada Martínez. Un año después (1997) la carrera de diseño cuenta con su propio edificio obra de Juan Sabbagh.
En mayo de 2001 asume la Jefatura de la Carrera Diseño el Diseñador Industrial John Chalmers Barraza quién presenta en 2002 el proyecto de creación de la Escuela de Diseño, el que fue aprobado por el Consejo de Facultad en el mes de septiembre de 2002 y en Oficio N.º 098 del 30 de abril de 2003 la Dirección de Pregrado informa favorablemente a la Vicerrectoría Asuntos Académicos.
También en el mes de mayo pero del año 2003 el Decano Julio Chesta Peigna y el Jefe de Carrera, exponen el proyecto ante la Comisión de Docencia del Consejo Universitario y ante el Consejo Universitario, el que es aprobado, en su acuerdo N.º 16 lo cual se registra en el Decreto Exento N.º 009879 del 2 de junio de 2003. El Consejo de Facultad toma razón el 28 del mismo mes.

#### Mecesup
En julio de 2002 la Facultad se adjudica un Fondo Competitivo para el Mejoramiento de la Calidad y el Desempeño de la Educación Superior (MECESUP). El Proyecto, conocido como Mecesup UCH 0217, buscaba la implementación de sistema de simulación proyectual para la modernización del proceso formativo en la Arquitectura, Diseño y Geografía, con un fondo de $287.200.000.
Sin embargo en año 2007 los centros lo Alumnos Arquitectura y Diseño, además de la Asamblea de Geografía comenzaron a presionar a las autoridades de la Facultad por los resultados del Proyecto. El Consejo en pleno dictaminó designar una comisión que se encargara de evaluar en profundidad todo lo hecho en los 4 años y el estado de situación actual del proyecto, para posteriormente proponer nuevos rumbos sobre las etapas y los fondos restantes.

#### Acreditación
La Facultad participó en el sistema de acreditación administrado por la Comisión Nacional de Acreditación de Pregrado durante el año 2005 siendo acredita en sus 3 carreras el 26 de junio de 2007; Arquitectura fue acreditada por 6 años(de un máximo de 7), Geografía por 4 años y Diseño por 3 años. Lo cual fue considerado como un fracaso por autoridades, académicos y estudiantes, dado el prestigio de posee la Universidad de Chile. De esta los Centros de Estudiantes comenzaron una campaña de difusión para que se tomara el peso de la situación de crisis que estaba viviendo la Facultad.
Durante el año 2012 y 2013 esta situación cambia luego de las reformas producidas al interior de la facultad, obteniendo Arquitectura acreditación por 7 años desde 14/11/2013 hasta 14/11/2020 - Agencia: Acreditadora de Arquitectura, Arte y Diseño AADSA . Diseño es acreditado por 5 años, desde 04/05/2012 hasta 04/05/2017 - Agencia: AADSA
y Geografía acreditado por 7 años, desde 06/11/2012 hasta 06/12/2019 - Agencia: Acreditadora de Chile.
A su vez Arquitectura re-valida la Acreditación Internacional RIBA (Royal Institute of British Architects) por su periodo máximo de 5 año hasta diciembre de 2018 para las etapas de Licenciatura (PART-1) y Titulación (PART-2) equiparando la calidad de sus programas a nivel europeo.

#### Claustro
Con objetivo de solucionar los problemas internos de la Facultad se llamó a la realización de un Claustro Triestamanetal durante la primera semana de mayo de 2008. En la actividad participaron funcionarios, docentes y estudiantes, los cuales expusieron sus puntos de vista sobre el rumbo que debía seguir la facultad y sentar las bases de una política estratégica conducente a reposicionar a la FAU como la más importante casa de estudios en el país dedicada al estudio de la relación del ser humano con su hábitat.
Tras los 5 días, las propuestas de las cuatro mesas: Docencia, Investigación, Extensión y Gestión, fueron sometidas sucesivamente a la aprobación de la asamblea. Gran parte de los objetivos estratégicos y sus metas fueron aprobados por consenso, pero varios de
ellos debieron ser sometidos a votación de los participantes acreditados, logrando así un resultado validado democráticamente.
Estudiar un cambio del nombre de la Facultad por uno que dé cuenta de su carácter multidisciplinar; la creación del Departamento de Diseño como ente independiente del Departamento de Diseño de la Escuela de Arquitectura; lograr una interacción clara y definitiva entre los departamentos e institutos de la Facultad; Establecer una política que fomente progresivamente y coordine la relación entre investigación, creación y docencia; son algunas de las iniciativas más llamativas entre las propuestas que conforman el documento generado como resultado del claustro.
En noviembre el Consejo de Facultad de Arquitectura y Urbanismo aprueba el Proyecto de Desarrollo Estratégico (PDE), en conformidad al Proyecto de Desarrollo Institucional (PDI) de la Universidad de Chile, estableciéndose la Visión, Misión y Objetivos Estratégicos de la referida Facultad.
El 7 de julio de 2009, se crea una Comisión dedicada a la Reestructuración para alcanzar el mejoramiento de las actividades académicas.

### Nueva FAU
El 1 de septiembre de 2010 Leopoldo Prat Vargas, Decano de la Facultad de Arquitectura y Urbanismo de la Universidad de Chile, dentro del marco de la reestructuración, comunica el inicio de la segunda fase del proceso de Reestructuración de la Facultad conforme a lo expuesto en el decreto exento n.º 0020567 con fecha 28 de julio del [2010], donde se aprueba la estructura académica de la Facultad de Arquitectura y Urbanismo. Constituida por 4 departamentos: Arquitectura, Diseño, Geografía y Urbanismo, de tal forma la Carrera de Diseño deja de depender del departamento de Diseño Arquitectónico. Además se fusionan las escuelas de Arquitectura, Geografía y Diseño, en una única unidad, bajo el nombre de Escuela de Pregrado cuyo directora es Gabriela Manzi. Se suprimen los Instituto de Restauración Arquitectónica y el Instituto de Isla de Pascua, pero se mantiene el Instituto de la Vivienda (INVI) y se crea Se crea el Instituto de Historia y Patrimonio, como unidad disciplinaria, dedicada al estudio del legado y el valor histórico, patrimonial y cultural tanto de obras de creación material tangible (arquitectónicas, urbanísticas, del diseño o del territorio y el paisaje), como de aquellas manifestaciones intangibles que sean propias de la cultura y que representan características relevantes de la identidad de un territorio. Finalmente se modifica el Centro de Proyectos externos y Práctica profesional, pasando a ser Centro de Proyectos Externos, el cual estará dedicado a prestar servicios y fortalecer el trabajo con entidades externas que revistan interés estratrégico para la facultad.

## Planes de estudio

### Carreras
En la facultad actualmente se imparten 3 carreras las cuales otorgan 4 títulos profesionales.
Al igual que la mayoría de los planes de estudio en el resto de las Universidades las carreras son de régimen semestral, a excepción de la carrera de Diseño que posee un plan de estudio anual los primeros dos años de la Carrera y desde el tercer año pasa a un programa semestral.
| Carrera                                             | Duración     | Grado Académico                             | Título                  |
| --------------------------------------------------- | ------------ | ------------------------------------------- | ----------------------- |
| Arquitectura                                        | 12 semestres | Licenciado(a) en Arquitectura               | Arquitecto(a)           |
| Diseño*                                             | 10 semestres | Licenciado(a) en Diseño, mención Gráfico    | Diseñador(a) Gráfico    |
| Diseño*                                             | 10 semestres | Licenciado(a) en Diseño, mención Industrial | Diseñador(a) Industrial |
| Geografía                                           | 10 semestres | Licenciado(a) en Geografía                  | Geógrafo(a)             |
| *Se escoge mención al finalizar el segundo semestre |              |                                             |                         |

### Proceso de Admisión

#### Admisión Regular
La prueba de selección universitaria es el conducto común por lo que ingresa la mayoría de los estudiantes de la facultad. Dicha prueba se rinde una vez en el año (diciembre) en todo Chile para poder optar a las Universidades del Consejo de Rectores.
La puntuación mínima para poder postular a la facultad es de 600 puntos (de un máximo de 850) ponderados entre las pruebas requeridas y el NEM (Promedio de notas de enseñanza media).
Además la Facultad otorga 15 cupos supernumerarios al 5% de los alumnos de IV Medio de la promoción del año, con los mejores promedios de notas de la enseñanza media de los establecimientos Municipales, Particulares Subvencionados y Corporaciones Educacionales, regidas por el DFL 3.166 de 1980, y que además pertenezcan a los cuatro primeros quintiles.
| Carrera      | Cupos | Cupos supernumerarios | Ponderaciones | Ponderaciones | Ponderaciones       | Ponderaciones |
| Carrera      | Cupos | Cupos supernumerarios | Lenguaje      | Matemáticas   | Ciencias o Historia | NEM           |
| ------------ | ----- | --------------------- | ------------- | ------------- | ------------------- | ------------- |
| Arquitectura | 200   | 5                     | 20%           | 30%           | 20%                 | 30%           |
| Diseño       | 130   | 5                     | 25%           | 25%           | 20%                 | 30%           |
| Geografía    | 55    | 5                     | 25%           | 20%           | 25%                 | 30%           |

#### Admisión Especial
- Transferencia interna[18]

Es el mecanismo por el cual los estudiantes de la Universidad pueden solicitar un cambio de carrera o programa al interior de la misma.
- Transferencia externa[19]

Permite atender las peticiones de estudiantes provenientes de universidades nacionales o extranjeras que solicitan cambio a la misma o a otra carrera o programa de la Universidad de Chile. Las transferencias externas desde universidades nacionales proceden exclusivamente para aquellas que tengan legalmente el carácter de autónomas. La exigencia académica mínima para autorizarlas es el reconocimiento del currículo del primer año de la carrera o programa de destino, o de un número de actividades curriculares que representen una exigencia académica equivalente.
- Deportistas destacados[20]

La facultad cuenta con 6 cupos para deportistas destacados (2 por cada carrera). Para poder optar el postulante deberá rendir una prueba de su especialidad en fechas establecidas por la Universidad de Chile. La puntuación ponderada deportiva igual o superior a 650 puntos y una puntuación PSU igual o superior a 600 puntos.
"Los postulantes optan a los cupos del ingreso regular"
| Carrera      | Cupos | Puntaje Deportivo | Puntaje PSU |
| ------------ | ----- | ----------------- | ----------- |
| Arquitectura | 2     | 60%               | 40%         |
| Diseño       | 2     | 60%               | 40%         |
| Geografía    | 2     | 60%               | 40%         |

## Programas de intercambios
La Facultad de Arquitectura y Urbanismo de la Universidad de Chile mantiene convenios de intercambio por un semestre con más de 17 universidades extranjeras para las carreras de Arquitectura, Diseño y Geografía
Geografía
- National Technical University of Athens - Ethnikó Métsovo Polytejneío

Diseño
- Universidad Autónoma de San Luis Potosí

Arquitectura
América
- Universidad de Sao Paulo
- Universidade Federal do Rio de Janeiro
- Universidad Autónoma de San Luis Potosí

Europa
- Università Degli Studi Roma Tre
- Politecnico Di Milano
- Politecnico Di Torino
- Istituto|Universitario Di Architettura Di Venezia
- École Nationale Supérieure D'Architecture de Paris-Belleville
- École Nationale Supérieure D'Architecture de Montpellier
- École D'Architecture et de Paysage de Bordeaux
- Escuela Técnica Superior de Arquitectura de Madrid
- Escuela Técnica Superior de Arquitectura y Geodesia (Universidad de Alcalá)
- Universität Stuttgart
- Bauhaus-Universität Weimar
- Royal|Danish Academy of Fine Arts
- Universidad Tecnológica de Tampere

## Publicaciones
La Facultad cuenta con 7 publicaciones que responden a las 3 carreras impartidas en ella.
- Revista de Arquitectura
- Revista de Urbanismo
- Revista Chilena de Diseño
- Revista Portaplanos
- Revista SPAM ARQ
- Revista INVI
- Revista Investigaciones Geográficas

## Egresados Destacados

### Premios Nacionales de Arquitectura
véase Premio Nacional de Arquitectura de Chile.
- 1969 - Juan Martínez Gutiérrez
- 1971 - Roberto Dávila Carson
- 1973 - Héctor Mardones Restat
- 1974 - Rodulfo Oyarzún Phillipi
- 1979 - Carlos Buschmann Zwanzger
- 1981 - Edwin Weil Wohlke
- 1987 - Mario Recordón
- 2002 - Juan Sabbagh Pisano
- 2017 - Edward Rojas Vega

### Premios Nacionales de Urbanismo
- 1996 - Juan Parrochia Beguin
- 2010 - Juan Honold Dünner y Pastor Correa Prats

Premio Nacional de Arte
Véase Premio Nacional de Arte de Chile
- 2013 - Alfredo Jaar Hasbún

### Políticos Destacados
- Patricio Hales
- Sonia Tschorne
- Camila Vallejo
- Oscar Rementería
- Francisco Aedo Carrasco
- Daniel Jadue Jadue

### Premios Promoción Joven Colegio de Arquitectos de Chile
- 1994 - Jorge Lobos Contreras
- 2002 - Martín Smith Radic
- 2003 - Cristian Pino Infante
- 2008 - Rodrigo Aguilar Pérez
- 2009 - Alberto Fernández González
- 2011 - Mario Marchant Lannefranque
- 2013 - Juan Pablo Morales C.

### Departamentos
- Departamento de Arquitectura
- Departamento de Diseño
- Departamento de Geografía Archivado el 20 de diciembre de 2016 en Wayback Machine.
- Departamento de Historia
- Departamento de Urbanismo

### Institutos
- Instituto de la vivienda (INVI)
- Instituto Isla de Pascua (INIP)
- Instituto de restauración arquitectónica (INREAR)